# Присяжный, Михаил Павлович
Михаи́л Па́влович Прися́жный (6 сентября 1933 — 4 ноября 2009) — Герой Социалистического Труда, лесовод.

## Биография
Родился 6 сентября 1933 года в селе Келегеи Голопристанского района Одесской области. В 1950 году окончил 7 классов школы.
С 1950 года работал в лесокультурной бригаде Гладковского лесничества, в 1955 году возглавил её. Досконально изучив сложный процесс агротехники выращивания лесных культур на песках, стал одним из основных участников внедрения способа глубокого рыхления при создании лесных насаждений на Нижнеднепровских песках (песчаном массиве, расположенном в 30 километрах восточнее Херсона). Лесокультурной бригадой под его руководством в 1955—1968 годах было посажено 1.610 гектаров лесокультур (при этом 95 % насаждений прижились).
За весомый вклад в залесение Нижнеднепровских песков Указом Президиума Верховного Совета СССР от 6 сентября 1966 года Присяжному Михаилу Павловичу присвоено звание Героя Социалистического Труда с вручением ордена Ленина и золотой медали «Серп и Молот». Он стал первым Героем Социалистического Труда среди работников лесного хозяйства СССР.
В 1969 году окончил Великоанадольский лесной техникум (Волновахский район Донецкой области, Украина). В 1973—1991 годах работал мастером леса, лесничим и егерем Гладковского лесничества, а с 1991 года, уйдя на пенсию, — лесником-егерем Гладковского лесничества.
Жил в селе Гладковка Голопристанского района Херсонской области (Украина). Умер 4 ноября 2009 года.

## Награды
- Герой Социалистического Труда (6.09.1966)
- орден Ленина (6.09.1966)
- медали